# Anandravy
Anandravy est une commune urbaine malgache située dans la partie ouest de la région d'Atsimo-Atsinanana.